# Redenção do Gurguéia
Redenção do Gurguéia is een gemeente in de Braziliaanse deelstaat Piauí. De gemeente telt 8.567 inwoners (schatting 2009).